# Lieuran-Cabrières
Lieuran-Cabrières é uma comuna francesa na região administrativa de Occitânia, no departamento de Hérault. Estende-se por uma área de 6,13 km². Em 2010 a comuna tinha 343 habitantes (densidade: 56 hab./km²).